# اس‌اس یونگالا
اس‌اس یونگالا (به انگلیسی: SS Yongala) یک کشتی بود که طول آن ۳۵۰ فوت (۱۰۷ متر) بود. این کشتی در سال ۱۹۰۳ ساخته شد.